# هوکان کارلسون (دوچرخه‌سوار)
هوکان کارلسون (انگلیسی: Håkan Karlsson؛ زادهٔ ۳۰ ژوئیهٔ ۱۹۵۸) دوچرخه‌سوار اهل سوئد است.